# Pinus devoniana
El pino blanco de México o pino real de México (Pinus devoniana) es un árbol de la familia de las pináceas. Llega a medir 30 metros de alto, sin embargo, durante sus primeros 5 años permanece en estado cespitoso. Es decir, durante estos años permanece de baja estatura y con varias ramas y semeja a una hierba, durante esta etapa desarrolla una gran raíz principal, transcurrido ese tiempo, comienza un rápido crecimiento en altura. Este fenómeno también ocurre en otros pinos: pino chamaite (Pinus montezumae), pino lacio (Pinus pseudostrobus), pino apache (Pinus engelmannii), pino de hoja larga (Pinus palustris), pino blanco (Pinus tropicalis),  pino de Florida (Pinus elliottii var. densa), y pino de sumatra (Pinus merkusii). Este pino se mezcla con el pino moctezuma (Pinus montezumae) dando origen a individuos con características intermedias entre ellos. Ambos forman parte del grupo "montezumae" que incluye también al pino de las alturas (P. hartwegii). Se le puede distinguir de especies similares por sus ramas gruesas y peludas, hojas largas y rígidas de color verde brillante con vainas fasciculares muy largas, oscuras y resinosas y los conos leñosos muy grandes y gruesos. Habita desde los 900 a los 3,000 metros de altitud, en las montañas templadas desde México a Guatemala.

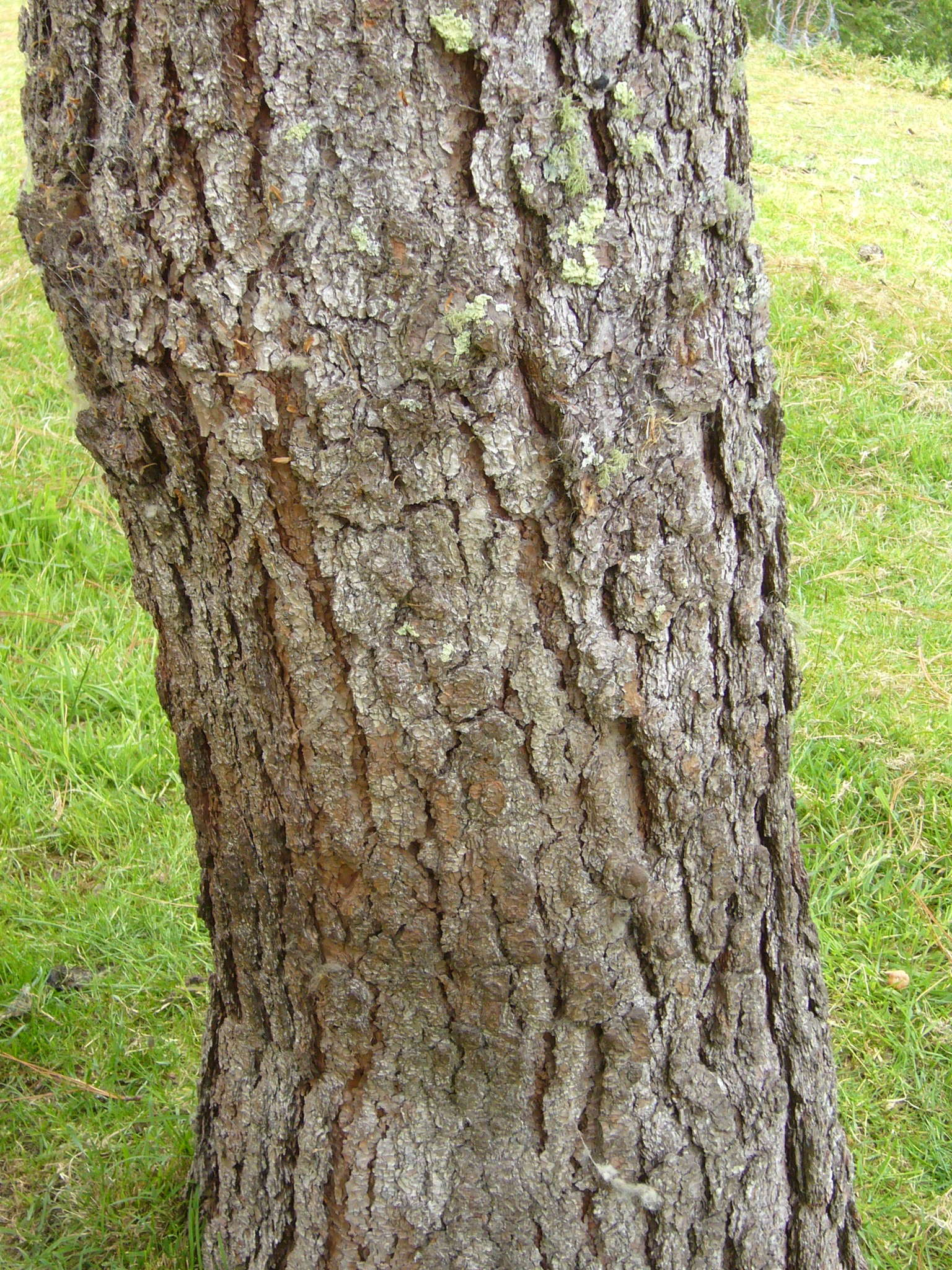
Detalle del tronco

## Descripción
Es un árbol de  entre veinte y treinta metros de altura, copa irregular redondeada, corteza áspera y agrietada, ramas largas, colocadas irregularmente en el tallo, ramillas de color café oscuro muy ásperas. Hojas de 30-35 cm, color verde claro brillante. Conos de 20-30 cm, de largo por 12-15 cm de ancho de color moreno opaco, madera blanca amarillenta, dura y pesada.

## Distribución
P. devoniana es nativo de México y Guatemala. En la república mexicana se encuentra distribuido a lo largo de la Sierra Madre Occidental extendiéndose por el sur hasta las montañas de Chiapas y en los estados del centro sur en el eje neovolcánico y en estados de Chiapas, Guerrero, Jalisco, Michoacán, Nayarit y Oaxaca.

## Usos
Su madera es utilizada en aserrío triplay celulosa, cajas de empaques, postes para servicios públicos, encofrados en la construcción, ebanistería, muebles finos, duela, parqué, lambrín y tableros. Se recomienda para plantaciones comerciales ornamentales.

## Taxonomía
Pinus devoniana fue descrita por John Lindley y publicado en Edwards's Botanical Register 25: misc. 62. 1839.
Sinonimia
- Pinus filifolia Lindl.
- Pinus grenvilleae Gordon
- Pinus macrophylla Lindl.
- Pinus magnifica Roezl
- Pinus michoacaensis Roezl
- Pinus michoacana Martínez
- Pinus michoacana var. cornuta Martínez
- Pinus michoacana f. nayaritana Martínez
- Pinus michoacana f. procera Martínez
- Pinus michoacana var. quevedoi Martínez
- Pinus michoacana f. tumida Martínez
- Pinus montezumae var. macrophylla (Lindl.) Parl.
- Pinus nec-plus-ultra Roezl
- Pinus ocampii Roezl
- Pinus pawlikowskiana Roezl ex Carrière
- Pinus pawlowskiana Roezl ex Carrière
- Pinus quevedoi (Martínez) Gaussen
- Pinus skinneri Forbes ex Gordon
- Pinus verschaffeltii Roezl ex Carrière
- Pinus wincesteriana Gordon
- Pinus zamoraensis Roezl ex Gordon
- Pinus zitacuarensis Roezl
- Pinus zitacuarensis var. nitida Carrière[5][6]